# Gerlhamer Moor
Gerlhamer Moor este o arie protejată (arie specială de conservare — SAC, sit de importanță comunitară — SCI) din Austria întinsă pe o suprafață de 11,81 ha, integral pe uscat.

## Localizare
Centrul sitului Gerlhamer Moor este situat la coordonatele 47°57′06″N 13°33′30″E / 47.9517°N 13.5583°E.

## Înființare
Situl Gerlhamer Moor a fost declarat sit de importanță comunitară în noiembrie 2014 pentru a proteja 1 specie de plante. Situl a fost protejat și ca arie specială de conservare în octombrie 2021.

## Biodiversitate
Situată în ecoregiunea continentală, aria protejată conține 3 habitate naturale: Pajiști cu Molinia pe soluri calcaroase, turboase sau argilos-nămoloase (Molinion caeruleae), Mlaștini turboase de tranziție și turbării mișcătoare, Depresiuni pe substraturi de turbă de Rhynchosporion.
La baza desemnării sitului se află o specie protejată de  plante: Hamatocaulis vernicosus.